# レナード・ミラー
レナード・ミラー（Leonard Miller, 2003年11月26日 - ）は、カナダのオンタリオ州スカーバロー出身のプロバスケットボール選手。ミネソタ・ティンバーウルブズに所属している。ポジションはスモールフォワード。

## 経歴

### 生い立ち
幼少期はバスケの他にバレーボールやゴルフもプレーしていた。

### ハイスクール
高校時代は十分な出場機会を与えられず、卒業時点で大学からのオファーはなかった。フォートエリー国際アカデミーに進学して1年間プレーし、エースとして活躍。チームを州大会優勝に導いてMVPを受賞し、ナイキ・フープサミットに選出された。シーズン終了後、2022年のNBAドラフトにエントリーしたが、指名はなかった。

### リクルート
アカデミーでの活躍後、25以上の大学からオファーを受けたが、大学へは進学せず、プロリーグでプレーする意向を表明した。

### NBAGリーグ・イグナイト
2022年9月7日にNBAGリーグ・イグナイトと契約した。

### ミネソタ・ティンバーウルブズ
2023年のNBAドラフトで、２巡目全体33位でサンアントニオ・スパーズに指名され、当日ミネソタ・ティンバーウルブズに交渉権が移動。2023年7月10日に正式にウルブズと契約した。

## 個人成績

### NBA

#### レギュラーシーズン
| シーズン | チーム | GP | GS | MPG | FG%  | 3P%  | FT%   | RPG | APG | SPG | BPG | PPG |
| -------- | ------ | -- | -- | --- | ---- | ---- | ----- | --- | --- | --- | --- | --- |
| 2023–24  | MIN    | 17 | 0  | 3.1 | .650 | .400 | .500  | 1.2 | .5  | .1  | .1  | 1.7 |
| 2024–25  | MIN    | 13 | 0  | 2.5 | .400 | .000 | 1.000 | .8  | .0  | .2  | .1  | 1.5 |
| 通算     | 通算   | 17 | 0  | 3.1 | .650 | .400 | .500  | 1.2 | .5  | .1  | .1  | 1.7 |

#### プレーオフ
| シーズン | チーム | GP | GS | MPG | FG%  | 3P%   | FT% | RPG | APG | SPG | BPG | PPG |
| -------- | ------ | -- | -- | --- | ---- | ----- | --- | --- | --- | --- | --- | --- |
| 2024     | MIN    | 3  | 0  | 2.3 | .000 | .000  | --- | 1.3 | .0  | .0  | .0  | .0  |
| 2025     | MIN    | 3  | 0  | 4.3 | .750 | 1.000 | —   | 1.7 | .0  | .0  | .0  | 4.3 |
| 通算     | 通算   | 6  | 0  | 3.3 | .667 | .500  | --- | 1.5 | .0  | .0  | .0  | 2.2 |

## 代表歴
高校時代の2019年にU-16アメリカ選手権のカナダ代表に選出されている。

## 家族
兄のエマニュエル・ミラーもバスケットボール選手で、現在はテキサスクリスチャン大学でプレーしている。